# Bracon castaneicornis
Bracon castaneicornis är en stekelart som beskrevs av Gaspard Auguste Brullé 1846. Bracon castaneicornis ingår i släktet Bracon och familjen bracksteklar. Inga underarter finns listade.